# 1658
سنة 1658 كانت سنة بسيطة تبدأ يوم الثلاثاء (الرابط يظهر نموذج التقويم الكامل للسنة) من التقويم اليولياني.

## أحداث
- تأسيس مدينة أندالجالا وتقع حاليا في الأرجنتين.
- تأسيس مدينة تاواو وتقع حاليا في ماليزيا.
- تأسيس مدينة سانداكان وتقع حاليا في ماليزيا.
- بداية الترحيل الكاريبي في 1658 والتي انتهت في 31 مارس 1660.

## مواليد
- إلياس هيس
- جاك برنارد (أستاذ جامعي) أستاذ جامعي
- جوزيبي توريلي
- جوزيف مولدر مصمم مطبوعات هولندي
- داماد حسن باشا المورلي صدر أعظم عثماني
- صوفيا هولت رسامة هولندية
- ماتيو إلياس رسام فرنسي
- ماري من مودينا
- نعيمة الجاني ممثلة تونسية
- هنري دي بولانفلييه
- يوهان إرنست الرابع، دوق ساكس-كوبرغ-سالفيلد

## وفيات
- أوليفر كرومويل